# Jeanne II de Dreux
Pour les articles homonymes, voir Jeanne II.
Jeanne II de Dreux, née en 1309, morte en 1355, comtesse de Dreux (1345-1355), fille de Jean II, comte de Dreux, et de Péronelle de Sully.

## Biographie
Elle épousa en 1330 Louis Ier, vicomte de Thouars († 1370), et eut :
- Simon de Thouars († 1365), comte de Dreux, marié à Jeanne (1353-1420) (dite la « damoiselle de Dreux »[1]), fille de Jean d'Artois, comte d'Eu
- Péronnelle de Thouars († 1397), comtesse de Dreux et vicomtesse de Thouars, mariée en premières noces en 1345 à Amaury de Craon († 1373), puis en secondes noces avant 1376 à Clément Rouault († 1397)
- Isabeau de Thouars († 1397), comtesse de Dreux et vicomtesse de Thouars, mariée en premières noces à Guy de clermont-Nesle († 1352), en secondes noces en 1356 à Ingelger Ier d'Amboise (d'où la suite des vicomtes de Thouars), et en troisièmes noces à Guillaume d'Harcourt († 1400)
- Marguerite de Thouars († 1397), comtesse de Dreux, mariée en premières noces à Thomas de Chemillé, puis en secondes noces à Guy Turpin, seigneur de Crissé